# Adenorandia kalbreyeri
Adenorandia kalbreyeri är en måreväxtart som först beskrevs av William Philip Hiern, och fick sitt nu gällande namn av Elmar Robbrecht och Diane Mary Bridson. Adenorandia kalbreyeri ingår i släktet Adenorandia och familjen måreväxter. Inga underarter finns listade i Catalogue of Life.